# Нову-Ориенти-ди-Минас
Нову-Ориенти-ди-Минас (порт. Novo Oriente de Minas) — муниципалитет в Бразилии, входит в штат Минас-Жерайс. Составная часть мезорегиона Вали-ду-Мукури. Входит в экономико-статистический микрорегион Теофилу-Отони. Население составляет 10 808 человек на 2006 год. Занимает площадь 754,084 км². Плотность населения — 14,3 чел./км².

## Статистика
- Валовой внутренний продукт на 2003 год составляет 23 832 773,00 реалов (данные: Бразильский институт географии и статистики).
- Валовой внутренний продукт на душу населения на 2003 год составляет 2286,12 реалов (данные: Бразильский институт географии и статистики).
- Индекс развития человеческого потенциала на 2000 год составляет 0,582 (данные: Программа развития ООН).